# Sphecotheres vieilloti
Sphecotheres vieilloti е вид птица от семейство Oriolidae, позната още и като Австралийска смокинова птица.

## Разпространение
Видът е разпространен в Австралия и Папуа Нова Гвинея. 
Размерите й са  27.0 – 29.5 cm.